# Der Bapstesel zu Rom
Der Bapstesel zu Rom (traduction : Le pape-âne à Rome ; titre original — parfois légèrement modifié dans les premiers tirages — : Deutung der zwo grewlichen figuren Bapstesel zu Rom und Munchkalbs zu freyberg in Meyssen funden ou  Bapstesel ou Papstesel) est le titre d'un pamphlet satirique publié en 1523 à Wittemberg par Martin Luther et Philippe Mélanchthon comportant deux gravures sur bois de Lucas Cranach l'Ancien.

## Description de la gravure de Cranach
La gravure représente un monstre qui aurait été retrouvé mort dans le Tibre à Rome en 1496. Cette créature possède une tête d'âne, un torse de femme, des bras et des jambes écailleux, des sabots de bœuf et des griffes d'aigle pour les pieds, un masque de diable barbu sur sa croupe et une queue s'étendant dans la tête d'un dragon. En arrière-plan sont représentés le château Saint-Ange et la Torre di Nona (it) — la prison d'État papale de l'époque — et, entre les deux, le Tibre. Elle porte l'inscription « Tevere » et la date « Janvarii 1496 ».
La gravure sur cuivre italienne originale n'a pas été retrouvée, mais il est très probable qu'une copie a été en possession du graveur et orfèvre Wenzel von Olmütz, et a pu servir de modèle à la gravure sur bois de Wittemberg,.

### Interprétations
L'historien de l'art allemand Konrad von Lange (de) a vu dans la représentation une moquerie du pape imaginée par les Romains, humiliés sous le pontificat très contesté du pape Alexandre VI — un Borgia — et affligés par toutes sortes de calamités tandis que d'autres n'y voyaient qu'une des représentations des bêtes mythiques coutumières au Moyen Âge, et interprétée en Allemagne par les réformateurs comme une satire sur la papauté et utilisée à des fins d'agitation.
L'humaniste, philosophe et réformateur protestant Philippe Mélanchthon décrit les parties du corps du Der Papstesel dans une satire anti-pontificale féroce, qui identifie dans les caractéristiques de l'animal les maux et les dégénérations de l'Église, dont l'apparition divine démontre que l'Église est tombée entre les mains de l'Antéchrist :
- la tête de l'âne représente le pape, à la tête de la chrétienté ;
- le corps de la femme, la convoitise du clergé ;
- les écailles sur les membres, les princes et les séculiers qui gravitent autour de la papauté ;
- le masque d'un vieillard barbu sur la fesse, la fin de la domination catholique ;
- la queue se terminant par une tête de dragon, les bulles papales et les indulgences ;
- la main droite en forme de sabot d'éléphant, la force répressive de la papauté écrase les consciences et les âmes des chrétiens comme le sabot d'un éléphant ;
- la main gauche humaine et le pied en forme de sabot de bœuf, font allusion aux théologiens ;
- le pied gauche avec des griffes de rapace représente les canonistes.

## Description de la gravure duVeau moine
Le Veau moine de Fribourg est également interprété par Luther comme un signe clair d'avertissement divin contre la corruption intolérable dans le monde ecclésiastique, également symbolisée par les caractéristiques de l'horrible monstre.